# Prionapteryx africalis
Prionapteryx africalis là một loài bướm đêm trong họ Crambidae.